# Leopold II-laan (Brussel)
De Leopold II-laan (Frans: Boulevard Léopold II) is een van de grote invalswegen naar het centrum van Brussel. De laan verbindt het vijfhoekig gedeelte van de Kleine Ring en het Kanaal Charleroi-Brussel met de Basiliek van Koekelberg. De laan doorkruist de gemeentes Koekelberg en Sint-Jans-Molenbeek. In het verlengde van de Leopold II-laan ligt in het westen de Keizer Karellaan die aansluit op de autosnelweg A10 (die daar een onderdeel vormt van de E40). De Kleine Ring, de Leopold II-laan en de Keizer Karellaan vormen samen de R20.
De Leopold II-laan werd aangelegd in de negentiende eeuw naar de plannen van Victor Besmé (Plan d’ensemble pour l’extension et l’embellissement de l’agglomération bruxelloise).
Bij de Wereldtentoonstelling van 1958 werd om de verkeersdrukte te beheersen een voorlopig viaduct aangelegd in de Leopold II-laan, het Viaduct van Koekelberg. Het viaduct zou er tot 1984 blijven staan en het uitzicht van de laan al die tijd verminken. In 1988 werd het stalen viaduct per boot van Antwerpen naar Bangkok verscheept.
Sinds 1986 ligt er ook onder de Leopold II-laan een vervoersader: de eerst als Leopold II-tunnel ingehuldigde tunnel, kreeg in 2022 een nieuwe naam, de Annie Cordytunnel. 
Ook een gedeelte van de in 1988 in gebruik genomen Lijn 2 van de Brusselse metro ligt onder de volledige lengte van de Leopold II-laan. Er is een station aan beide uiteinden van de laan, het niet gebruikte Sainctelette aan de oostzijde en Simonis aan de westzijde. Tussenin is er nog het station Ribaucourt. Net omdat Ribaucourt te dicht bij het Sainctelette station ligt werd dit laatste niet in gebruik genomen. De aanleg begon in 1979, samen met de aanleg van de Leopold II-tunnel en de geleidelijke afbraak van het Viaduct van Koekelberg. 
In 1990 en 1991 werd de Leopold II-laan heraangelegd.